# 姫野かげまる
姫野 かげまる（ひめの かげまる）は日本の女性漫画家・イラストレーター、ポケモンカードゲーム公認イラストレーター。神奈川県出身。愛称は「ヒメマル」（場合によっては「姫まる」と呼ばれることもある）。

## 来歴
1994年、『RIBONオリジナル』（集英社）掲載の『彼女はキケンなバラの花』でデビュー。その後ポケモン漫画を中心に描き、2004年11月よりファミ通キューブ+アドバンスにてヒメマルのゲームてんこもり!を2006年4月まで連載した。
漫画以外にポケットモンスターカードゲーム、妖精伝承、デジモンカードゲームなど、カードゲームのイラストも多く手掛け、特にポケットモンスターカードゲームは初期より多くの作品を描き、その文化の醸成を支えた人物の一人とされる。『月刊ファミ通Bros.』でポケモンを題材にした記事のカットや漫画を担当している姫野を見たポケモンカード関係者が声をかけ、ポケモンカードのイラストを手がけるようになった。ポケモンカードを元にした漫画「ポケモンカードになったワケ」の連載や、ゲーム「ポケモンカードGB」のキャラクターデザインなども行っており、可愛らしいものからかっこいいものまで画風は様々。ポケモン関係では他に「ポケモンえほん」や「ポケモン空想科学読本」でイラストを担当したほか、デッキケース等のグッズでもデザインを行っている。ポケモン関係のサイン会に出演することが度々あり、国内だけでなく2000年のトロピカルメガバトルinハワイや2023年Pokémon Charlotte Regional Championshipsにも招待され、サイン会を行っている。『ポケモンカードゲーム イラストグランプリ』では審査員も務めた。25周年記念であるピカチュウV-UNION (S8a)に寄せたスペシャルコメントでは、イラストを描く上で「どのポケモンにも必ずそのポケモンが大好きなかたがいる」ことを意識していると語っている。
ポケモン以外にも色々な作品を手掛け、2017年にはおまもりネコ「マモニャン」のキャラクターデザイン、2022年にはヤマハ社VOCALOIDボイスバンクのパッケージグラフィックなどを手掛けた。近年は歌ってみたやボカロ曲などのイラストも手掛けている。

## 人物
- 自画像は黒いロングヘアーに黄色いメッシュ。
- お気に入りのポケモンはマンキー、ルージュラ、コダック。（ポケモンカードになったワケより）
- 猫好き。飼い猫は白毛オッドアイのれおと縞三毛のすみれ（2022年に他界）。
- 丹沢を中心に日本各地の山に登っている。
- F1角田裕毅選手のファン。

## 作品リスト

### 漫画
- 彼女はキケンなバラの花（集英社）
- 星のカービィ プププランドの仲間たち（小学館）
- ポケモン4コマギャグ劇場（小学館）
- PaPiPuペット ペットベストフレンドストーリー（全2巻、小学館）
- 姫まるのポケモンカード探検隊（メディアファクトリー）
- ヒメマルのゲームてんこもり!（ファミ通 キューブ+アドバンス）
- ポケモンカードGB オフィシャルガイドブック（メディアファクトリー）
- ポケモンカードGB2 GR団参上! オフィシャルガイドブック（メディアファクトリー）
- ポケモンカードになったワケ（全6巻、メディアファクトリー）
- ソニン物語（メディアファクトリー）
- 「テイルズ オブ デスティニー2」アンソロジーコミック（全3巻、エンターブレイン）

### ポケモンえほんシリーズ
全て小学館より発行。
- 1 - おばけをみちゃったヒトカゲくん（文：戸田昭吾）
- 15 - ピッピのくるくるおんぷ（文：川村久仁美）
- 20 - まだまだキャタピー（文：戸田昭吾）
- 25 - スターミーのクリスマスレース（文：やまもとかずゆき）
- 30 - プリンちゃんのすてきなゆめ（文：はやしばらめぐみ）
- 37 - コダックのはやくちことば（文：ゆめはじめ）
- 42 - めだちたがりやのミュウ（文：とだあきひと）
- 47 - トゲピーなみだのだいぼうけん（文：ゆめはじめ）
- 金銀6 - ウリムーくん くんくんくん（文：戸田昭吾）

### ポケモン空想科学読本シリーズ
1号よりイラストを手掛ける。すべてOVERLAPより発行。
- ポケモン空想科学読本(1)　著／柳田理科雄　イラスト／姫野かげまる
- ポケモン空想科学読本(2)　著／柳田理科雄　イラスト／姫野かげまる
- ポケモン空想科学読本(3)　著／柳田理科雄　イラスト／姫野かげまる
- ポケモン空想科学読本(4)　著／柳田理科雄　イラスト／姫野かげまる

### 掲載誌
- ポケモンカードゲーム　イラストコレクション[5]